# Ulsan Complex Stadium
Ulsan Complex Stadium – wielofunkcyjny stadion w Ulsan, w Korei Południowej. Został wybudowany w latach 2003–2005 w miejscu poprzedniego stadionu, istniejącego od 1970 roku i zainaugurowany 25 sierpnia 2005 roku. Obiekt może pomieścić 19 665 widzów i stanowi część kompleksu sportowego, na który składa się również m.in. hala sportowa. Stadion był jedną z aren piłkarskich Mistrzostw Świata U-17 2007, gościł także koreański narodowy festiwal sportowy w 2005 roku.